# Maxdorf (Palts)
Maxdorf is een gemeente in de Duitse deelstaat Rijnland-Palts, gelegen in de Rhein-Pfalz-Kreis. De plaats telt 7.183 inwoners.
Altrip ·
Beindersheim ·
Birkenheide ·
Bobenheim-Roxheim ·
Böhl-Iggelheim ·
Dannstadt-Schauernheim ·
Dudenhofen ·
Fußgönheim ·
Großniedesheim ·
Hanhofen ·
Harthausen ·
Heßheim ·
Heuchelheim bei Frankenthal ·
Hochdorf-Assenheim ·
Kleinniedesheim ·
Lambsheim ·
Limburgerhof ·
Maxdorf ·
Mutterstadt ·
Neuhofen ·
Otterstadt ·
Rödersheim-Gronau ·
Römerberg ·
Schifferstadt ·
Waldsee